# Pumped Up Kicks
«Pumped Up Kicks» es una canción de la banda estadounidense de indie pop Foster The People. Fue lanzada como sencillo debut de la banda en septiembre de 2010, y más tarde fue incluida en su EP Foster the People y en su álbum Torches.
La pista recibió una considerable atención después de publicarse en línea en 2010 como una descarga gratuita, y ayudó al grupo a conseguir un contrato de grabación de varios álbumes con el sello Columbia, antes de emitirse la versión comercial.
Aunque la banda nunca reveló en qué tiroteo se inspiraron para la canción, se cree que fue inspirado en el Tiroteo en el instituto Frontier Middle perpetrado el 2 de febrero de 1996 por Barry Loukakitis, o también se puede haber inspirado en La masacre de Columbine perpetrada el 20 de abril de 1999 por los estudiantes Eric Harris y Dylan Klebold.
Ha aparecido en series de televisión como Entourage, Gossip Girl, CSI: Nueva York, Cougar Town, Homeland, Pretty Little Liars, Warehouse 13 y The Vampire Diaries y también en las películas de 2011 Friends with Benefits' y Fright Night.

## Escritura
Poco después de que Mark Foster formara Foster the People en 2009, escribió y grabó "Pumped Up Kicks" en cinco horas mientras trabajaba como escritor de jingle comercial en Mophonics en Los Ángeles. El día de la grabación, Foster debatió entre escribir canciones en el estudio e ir a la playa. Él explicó: "Realmente no tenía nada que hacer ese día. Estaba parado allí en el estudio, y este pensamiento vino a mi mente como, 'Voy a escribir una canción' ... y luego fue como, 'No tengo ganas de escribir. No quiero escribir una canción'. Estaba a una cuadra de la playa y era un día hermoso. Solo quería ser holgazán e ir a la playa o lo que sea. Pero me obligué a escribir una canción ... En ese momento al día siguiente, la canción se terminó ". Reflexionando sobre la falta de inspiración que sintió al escribir la canción, Foster dijo: "He escuchado a muchos otros artistas hablar de esto también, como, 'No estoy inspirado en este momento. Tengo bloqueo de escritor. Realmente no siento nada '. Y también me sentí así, simplemente sin estar inspirado y con ganas de esperar a que llegara la inspiración antes de escribir. Pero no me sentí inspirado cuando escribí 'Pumped Up Kicks', y eso fue lo que salió. Así que ... . simplemente solidificó la noción de que la transpiración es más poderosa que la inspiración ". Pensando que solo estaba grabando una demostración, tocó todos los instrumentos de la canción, y usando el software Logic Pro, arregló y editó la canción él mismo. La maqueta es en última instancia, la versión de la canción que lanzó Foster.

## Composición e inspiración
| Me gusta escribir sobre temas de la vida real y me gusta escribir sobre diferentes ámbitos de la vida. Para mí, esa canción fue realmente una observación sobre algo que está sucediendo en la cultura juvenil en estos días. Supongo que quería revelar ese diálogo interno de un niño que no tiene a dónde acudir, y creo que la canción ha hecho su trabajo. Creo que la gente está hablando de eso y se ha convertido en un punto de conversación, lo que creo que es algo realmente saludable. —Mark Foster. |

La letra de "Pumped Up Kicks" está escrita desde la perspectiva de un joven perturbado y delirante con pensamientos homicidas. Las líneas del coro advierten a las víctimas potenciales que "better run, better run, faster than my bullet". Foster dijo a la CNN Entertainment: "Escribí 'Pumped Up Kicks' cuando comencé a leer sobre la tendencia creciente de las enfermedades mentales en los adolescentes. Quería entender la psicología detrás de esto porque me era ajena. Fue aterrador cómo las enfermedades mentales entre los jóvenes se habían disparado en la última década. Tenía miedo de ver hacia dónde se dirigía el patrón si no comenzábamos a cambiar la forma en que criamos a la próxima generación ". Al escribir la canción, Foster quería "meterse en la cabeza de un niño psicótico aislado"  y "crear conciencia" sobre el tema de la violencia armada entre los jóvenes, que él siente es una epidemia perpetuada por "la falta de familia, la falta de amor y el aislamiento". El título de la canción se refiere a los zapatos que los compañeros del narrador usan como símbolo de estatus.

## Vídeo musical
El video musical, dirigido por Josef Geiger, presenta a la banda tocando un show fue publicado el 4 de febrero de 2011. También hay recortes para los miembros de la banda que realizan otras actividades, como jugar al frisbee y surfear. Partes del video fueron filmadas en la Universidad de California, Riverside. El video alcanzó el puesto 21 en MuchMusic Countdown en Canadá. En el mes de noviembre del 2023, el video llegó a los 1.000 millones de visualizaciones en Youtube.

## Listas de canciones
Descarga digital (Reino Unido)

| N.º | Título                                  | Duración |  |
| 1.  | «Pumped Up Kicks»                       | 3:58     |  |
| 2.  | «Pumped Up Kicks» (Chrome Canyon Remix) | 4:49     |  |

Vinilo – lado A

| N.º | Título                                 | Duración |  |
| 1.  | «Pumped Up Kicks»                      | 4:13     |  |
| 2.  | «Chin Music for the Unsuspecting Hero» | 3:26     |  |

Vinilo – lado B

| N.º | Título                                    | Duración |  |
| 1.  | «Pumped Up Kicks» (Acapella Bryant Myers) | 4:13     |  |
| 2.  | «Pumped Up Kicks» (instrumental)          | 4:13     |  |

## Posicionamiento en listas
| Listas (2010–2012)                         | Mejor posición |
| ------------------------------------------ | -------------- |
| Alemania (Offizielle Deutsche Charts)      | 9              |
| Australia (ARIA)                           | 1              |
| Bélgica (Flandes) (Ultratop 50)            | 30             |
| Bélgica (Valonia) (Ultratop 50)            | 40             |
| Brasil (Billboard Hot 100)                 | 31             |
| Canadá (Canadian Hot 100)                  | 3              |
| Canadá (Alternative Chart)                 | 1              |
| Canadá (Rock Chart)                        | 17             |
| Escocia (Scottish Singles Sales Chart)     | 18             |
| Eslovaquia (Rádio Top 100)                 | 1              |
| Estados Unidos (Billboard Hot 100)         | 3              |
| Estados Unidos (Mainstream Top 40)         | 3              |
| Estados Unidos (Adult Top 40)              | 3              |
| Estados Unidos (Adult Alternative Songs)   | 2              |
| Estados Unidos (Alternative Airplay)       | 1              |
| Estados Unidos (Adult Contemporary)        | 28             |
| Estados Unidos (Hot Dance Club Songs)      | 39             |
| Estados Unidos (Latin Pop Airplay)         | 38             |
| Francia (SNEP)                             | 10             |
| Grecia (Billboard)                         | 6              |
| Irlanda (IRMA)                             | 11             |
| Japón (Japan Hot 100)                      | 9              |
| México (Billboard)                         | 1              |
| México (Mexico Songs)                      | 3              |
| Nueva Zelanda (Recorded Music NZ)          | 6              |
| Países Bajos (Dutch Top 40)                | 34             |
| Polonia (Polish Airplay Top 100)           | 1              |
| Reino Unido (UK Singles Chart)             | 18             |
| República Checa (Rádio Top 100)            | 7              |
| Corea del Sur (International Singles Gaon) | 106            |
| Suiza (Schweizer Hitparade)                | 17             |

## Certificaciones
| País           | Organismo certificador | Certificación  | Ventas certificadas | Ref.   |
| -------------- | ---------------------- | -------------- | ------------------- | ------ |
| Alemania       | BVMI                   | Platino        | 300 000             | [ 35 ] |
| Australia      | ARIA                   | 11× Platino    | 770 000             | [ 36 ] |
| Austria        | IFPI Austria           | Platino        | 30 000              | [ 37 ] |
| Canadá         | Music Canada           | 5× Platino     | 400 000             | [ 38 ] |
| Dinamarca      | IFPI Dinamarca         | Platino        | 90 000              | [ 39 ] |
| Estados Unidos | RIAA                   | Diamante       | 10 000 000          | [ 40 ] |
| Italia         | FIMI                   | Platino        | 50 000              | [ 41 ] |
| México         | AMPROFON               | 2× Platino+Oro | 150 000             | [ 42 ] |
| Nueva Zelanda  | RMNZ                   | Platino        | 15 000              | [ 43 ] |
| Reino Unido    | BPI                    | 2× Platino     | 1 200 000           | [ 44 ] |